# Sevatheda Fynes
Sevatheda Fynes (ook wel Savatheda Fynes; Abaco, 17 oktober 1974) is een Bahamaanse sprintster, die haar grootste successen behaalde op de 4 x 100 m estafette. Ze werd wereldkampioene en olympisch kampioene op dit onderdeel. Met haar persoonlijk record op de 60 m van 7,01 s behoort ze tot de snelste vrouwen ter wereld op dit onderdeel.

## Loopbaan
Fynes kreeg een studiebeurs aan de Southern University in New Orleans, maar stapte later over op de Eastern Michigan University en daarna naar de Michigan Staatsuniversiteit in East Lansing, waar ze haar studie lichamelijke opvoeding en bewegingswetenschappen voltooide.
Op de Olympische Spelen van 1996 in Atlanta won Sevatheda Fynes met haar teamgenotes Eldece Clarke, Chandra Sturrup en Pauline Davis-Thompson een zilveren medaille op de 4 x 100 m estafette. Vier jaar later verbeterde zij deze prestatie door met Chandra Sturrup, Pauline Davis-Thompson en Debbie Ferguson een gouden medaille te veroveren. Ook op de wereldkampioenschappen was ze succesvol. Zo won ze op de WK van 1999 in het Spaanse Sevilla op de 4 x 100 m estafette een gouden medaille. Hier verbeterde ze als startloopster met haar teamgenotes Chandra Sturrup, Pauline Davis-Thompson en Debbie Ferguson het Bahamaanse record naar 41,92.

## Titels
- Olympisch kampioene 4 x 100 m - 2000
- Wereldkampioene 4 x 100 m - 1999
- NCAA-kampioene 100 m - 1997
- NCAA-kampioene 200 m - 1995, 1997
- NCAA-indoorkampioene 55 m - 1997

## Persoonlijke records
Outdoor
| Onderdeel | Prestatie | Datum         | Plaats   |
| --------- | --------- | ------------- | -------- |
| 100 m     | 10,91 s   | 2 juli 1999   | Lausanne |
| 200 m     | 22,32 s   | 17 juli 1999  | Nice     |
| 400 m     | 53,40 s   | 15 april 1995 |          |

Indoor
| Onderdeel | Prestatie | Datum            | Plaats       |
| --------- | --------- | ---------------- | ------------ |
| 50 m      | 6,05 s    | 13 februari 2000 | Liévin       |
| 60 m      | 7,01 s    | 7 maart 1999     | Maebashi     |
| 200 m     | 23,24 s   | 7 maart 1997     | Indianapolis |

## Palmares

### 60 m
- 1999: 4e WK indoor - 7,09 s
- 2001: 4e WK indoor - 7,15 s
- 2003: DNS WK indoor

### 100 m
Kampioenschappen
- 1990:  Centraal-Amerikaanse en jeugdkamp. <17 jr. - 12,13 s
- 1990:  Carify Games <17 jr. - 12,20 s
- 1990:  Carify Games <17 jr. - 11,64 s
- 1991:  Pan-Amerikaanse jeugdkamp. - 11,75 s
- 1992:  Centraal-Amerikaanse en jeugdkamp. <20 jr. - 12,1 s
- 1993:  Pan-Amerikaanse jeugdkamp. - 12,00 s
- 1997:  WK - 11,03 s
- 1998:  Grand Prix Finale - 11,10 s
- 2000: 6e OS - 11,22 s
- 2000:  Grand Prix Finale - 11,10 s
- 2002:  Gemenebestspelen - 11,07 s

Golden League-podiumplekken
- 1998:  Golden Gala – 11,02 s
- 1998:  Herculis – 11,05 s
- 1998:  Memorial Van Damme – 11,09 s
- 1998:  ISTAF – 11,07 s
- 2000:  Meeting Gaz de France – 11,17 s
- 2000:  Herculis – 11,04 s
- 2000:  Memorial Van Damme – 11,08 s
- 2000:  ISTAF – 11,03 s

### 200 m
Kampioenschappen
- 1990:  Centraal-Amerikaanse en jeugdkamp. <17 jr. - 24,68 s
- 1992:  Centraal-Amerikaanse en jeugdkamp. <20 jr. - 24,1 s
- 1993:  Pan-Amerikaanse jeugdkamp. - 23,69 s
- 1999:  Grand Prix Finale - 22,55 s

Golden League-podiumplekken
- 1999:  Herculis – 22,47 s
- 1999:  ISTAF – 22,58 s

### 4 x 100 m estafette
- 1995: 4e WK - 43,14 s
- 1996:  OS - 42,14 s
- 1997: 6e WK - 42,77 s
- 1999:  WK - 41,92 s
- 2000:  OS - 41,95 s

1928: Rosenfeld, Smith, Bell, Cook ·
1932: Carew, Furtsch, Rogers, Von Bremen ·
1936: Bland, Rogers, Robinson, Stephens ·
1948: Stad-de Jong, Witziers-Timmer, van der Kade-Koudijs, Blankers-Koen ·
1952: Faggs, Jones, Moreau, Hardy ·
1956: Strickland, Croker, Mellor, Cuthbert ·
1960: Hudson, Williams, Jones, Rudolph ·
1964: Ciepły, Kirszenstein, Górecka, Kłobukowska ·
1968: Ferrell, Bailes, Netter, Tyus ·
1972: Krause, Mickler-Becker, Richter, Rosendahl ·
1976: Oelsner, Stecher, Bodendorf, Eckert ·
1980: Müller, Wöckel, Auerswald, Göhr ·
1984: Brown, Bolden, Cheeseborough, Ashford ·
1988: Brown, Echols, Griffith-Joyner, Ashford ·
1992: Ashford, Jones, Guidry, Torrence ·
1996: Devers, Miller, Gaines, Torrence ·
2000: Fynes, Sturrup, Davis, Ferguson ·
2004: Lawrence, Simpson, Bailey, Campbell ·
2008: Borlée, Mariën, Ouédraogo, Gevaert ·
2012: Madison, Felix, Knight, Jeter ·
2016: Madison, Felix, Gardner, Bowie ·
2020: Williams, Thompson-Herah, Fraser-Pryce, Jackson ·
2024: Jefferson, Terry, Thomas, Richardson
1983 Gladisch, Koch, Auerswald, Göhr · 
1987 Brown, Williams, Griffith-Joyner, Marshall · 
1991 Duhaney, Cuthbert, McDonald, Ottey · 
1993 Bogoslovskaja, Maltsjoegina, Voronova, Privalova · 
1995 Mondie-Milner, Guidry-White, Gaines, Torrence · 
1997 Gaines, Jones, Miller, Devers · 
1999 Fynes, Sturrup, Davis-Thompson, Ferguson · 
2001 Paschke, G. Rockmeier, B. Rockmeier, Wagner · 
2003 Girard, Hurtis-Houairi, Félix, Arron · 
2005 Daigle, Lee, Barber, Williams · 
2007 Williams, Felix, Barber, Edwards · 
2009 Facey, Fraser, Bailey, Stewart · 
2011 Knight, Felix, Myers, Jeter · 
2013 Russell, Stewart, Calvert, Fraser-Pryce · 
2015 Campbell-Brown, Morrison, Thompson, Fraser-Pryce · 
2017 Brown, Felix, Akinosun, Bowie · 
2019 Whyte, Fraser-Pryce, Smith, Jackson · 
2022 Jefferson, Steiner, Prandini, Terry · 
2023 Davis, Terry, Thomas, Richardson